# チャイナエアライン642便着陸失敗事故
チャイナエアライン642便着陸失敗事故（チャイナエアライン642びんちゃくりくしっぱいじこ）は、中華民国の航空会社のチャイナエアラインが運航していたMD-11旅客機が、1999年8月22日に香港国際空港への着陸に失敗した航空事故である。事故機はチャイナエアラインの子会社であるマンダリン航空の塗装であったため、マンダリン航空機と誤認されやすい。

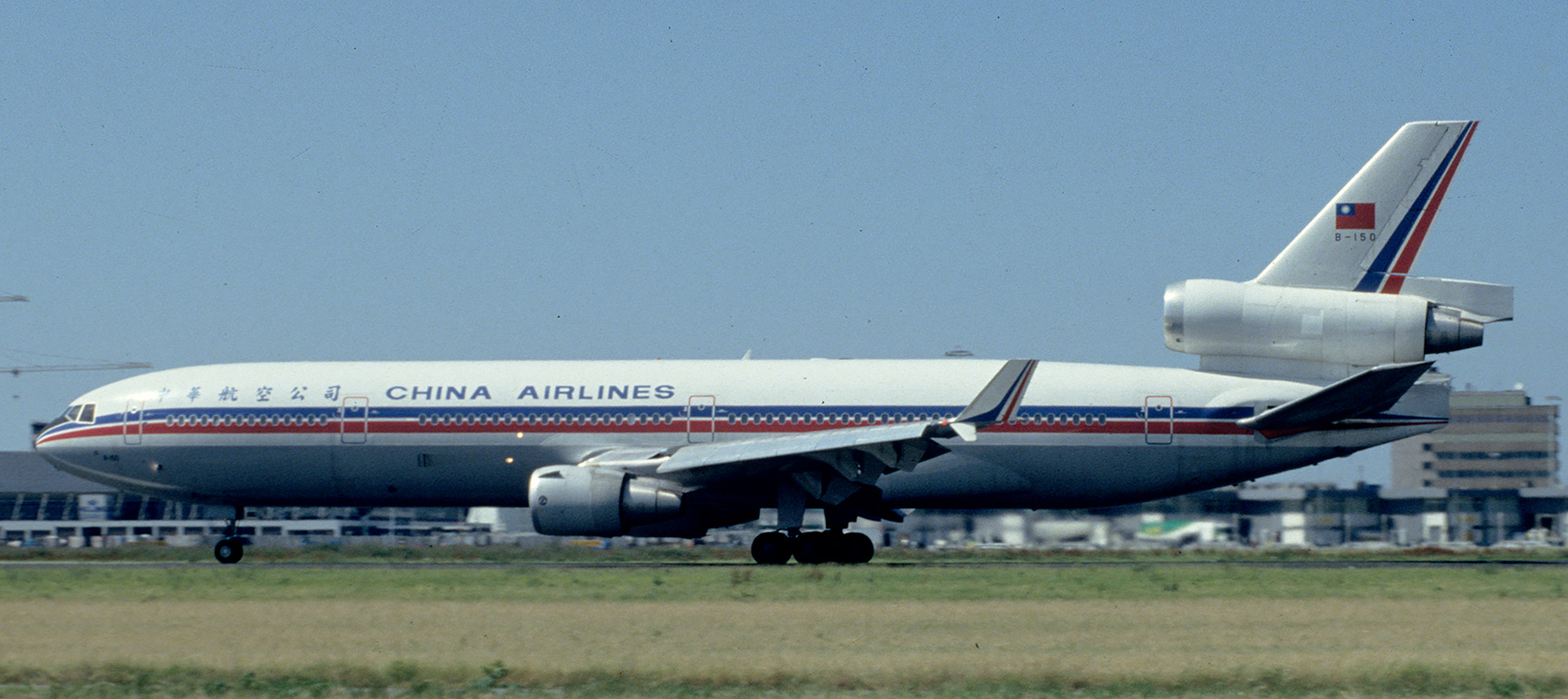
1993年に撮影された事故機

## 概要

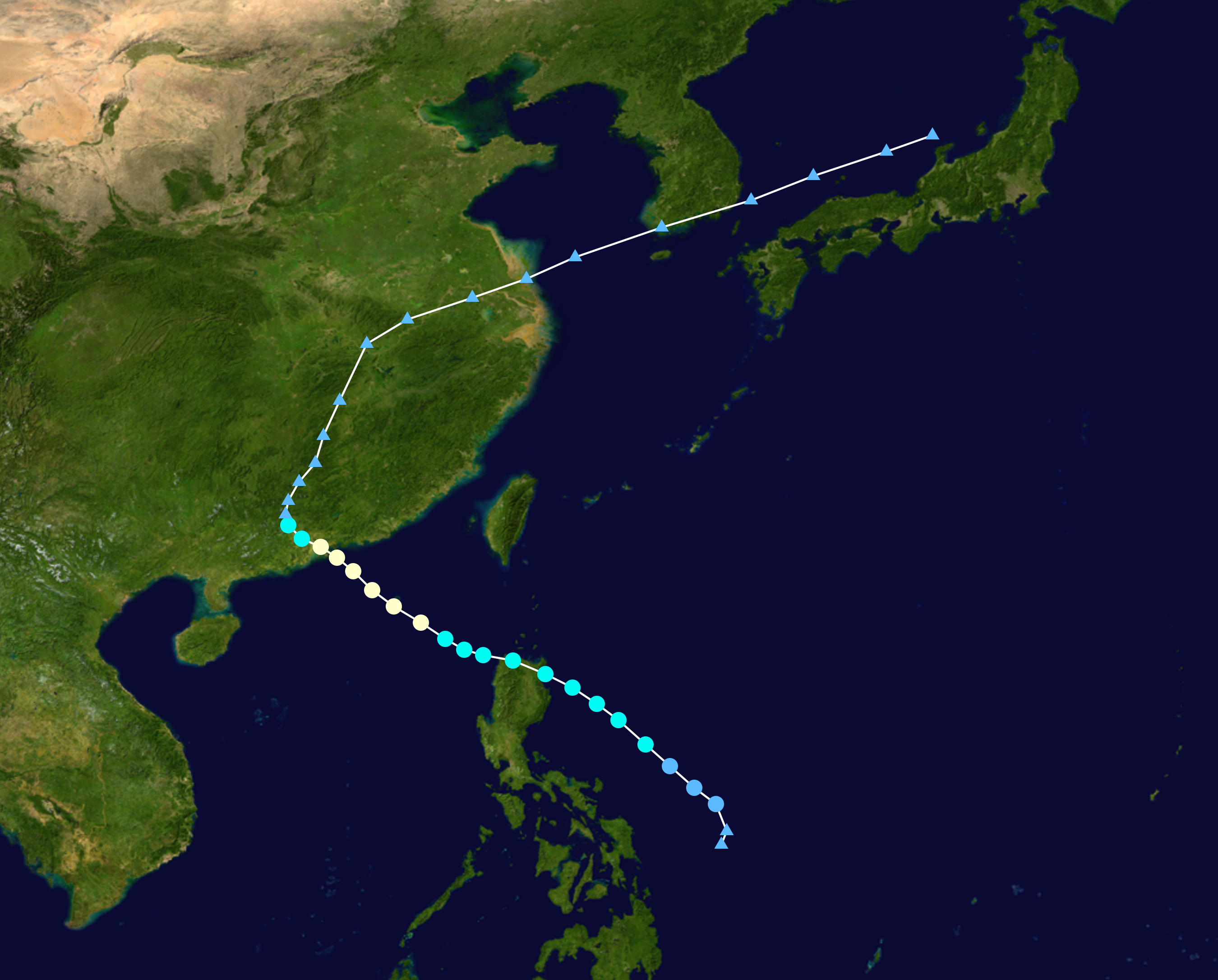
台風10号の進路図

1999年8月22日、チャイナエアライン642便（MD-11、機体記号：B-150、1992年製造）はフライトプランではタイのバンコクを出発し、香港を経由して台北に向かう予定であった。642便には乗員15名、乗客300名が搭乗していた。到着予定時刻は18時38分だった。当日は香港付近に台風10号が到来しており、天候がきわめて悪かった。機長は香港国際空港へのアプローチや空中待機、他の空港へのダイバートなどの運航の柔軟性を確保するために、バンコクを出発する前に燃料を余分に積載した。このため事故が起きた時の642便の着陸重量は429,557ポンド (194,844 kg)と見積もられている。これはこの機の最大着陸重量の430,000ポンド (200,000 kg)の99.897%であり、最大着陸重量よりわずかに443ポンド (201 kg)軽いだけである。このため空港へのアプローチと着陸の速度は比較的高速になる。
機長は巡航中に、香港で予想される横風成分に警戒し、会社の濡れた滑走路に適用される横風限界である24ノット (12 m/s)以内に収まるかどうかを見積もるため、風向と風速をレビューしていた。巡航の後半の17時40分に飛行場情報放送(ATIS)から識別記号"Whisky"の情報が得られ、地表の風の平均は300度／30 - 45ノット (15 - 23 m/s)であった。これにより横風成分は会社の制限の24ノットを超える26ノット (13 m/s)になったが、機長は暴風雨の進行に伴って風向きが徐々に変化するのを監視しており、それは横風成分を減少させて着陸を可能にするほど十分に変化する可能性があることを示していた。
642便は午後6時38分に香港上空に到着した。同便が香港に到着したころ台風は空港の北東50kmに位置していた。事故の前に到着した便のうち4便が進入復行を行い、5便が他の空港へダイバートし、12便が香港国際空港への着陸に成功した:A20-1。当初は642便も台北にダイバートしようとしたが、ちょうどその頃台風の影響が少し弱くなったとして、操縦乗員は着陸を決意した。乗組員が18時06分に取得した気象情報では、300度／35ノット (18 m/s)の風、豪雨、滑走路視距離650メートルだった。乗務員は滑走路25LへのILSアプローチの準備をした。着陸基準速度(VRef)は152ノット (282 km/h)と計算され、機長は170ノット (310 km/h)でアプローチを行い、最終アプローチの時点の風の状況によって着陸を継続するかどうかを決めることにした。642便はILSアプローチ中の18時41分に、タッチダウンゾーンの視程が1,600mで風は320度／25ノット (13 m/s)で突風33ノット (17 m/s)との気象情報を受け、着陸が許可された。
乗組員はアプローチ中はチャイナエアラインの標準手順に従った。オートパイロットとオートスロットルシステムをフルに活用した航空機のオートフライトモードを使用し、高度約700フィート (210 m)で乗務員が滑走路を視認するまでILSのグライドスロープに乗って降下した。高度700フィートで乗務員にさらに風の情報が入り、風は320度／28ノット (14 m/s)で、突風は36ノット (19 m/s)と報告された。このためこの風の横風成分が26ノット (13 m/s)で突風では33ノット (17 m/s)になった。これはこの航空機の試験での横風の限界値の35ノット (18 m/s)を超えていた。機長はこの直後にオートパイロットを切り、オートスロットルは作動させたまま手動で操縦した。オートパイロットが切断された後、642便は滑走路の中心線に沿って降下し続けたが、高度はグライドスロープよりはわずか（1ドット）に低い高度で安定した。
突風があるにもかかわらず、642便は高度約250フィート (76 m)で副操縦士が指示対気速度が大幅に低下していることに気づくまでは比較的順調に飛行した。副操縦士が「スピード」と発すると同時に推力が適用され、結果として指示対気速度が175ノット (324 km/h)のピークまで上がった。それと同時に速度は175ノットから減少し、降下率はそれまでの毎分750 - 800フィート (230 - 240 m)を超えて増え始めた。
着陸直前に機体が15度傾いたため副操縦士が機長に着陸復航を進言したにもかかわらず、機長は着陸を強行した。滑走路上空50フィート (15 m)でエンジンがアイドルになると対気速度が170ノット (310 km/h)から152ノット (282 km/h)に減少した。降下率が増加し右翼が若干下がった状態でフレアが行われた。642便は午後6時43分ごろ滑走路25Lに着地した。最終フレアの間に機体が右にロールし、右の主脚が激しく着地し、右翼の第3エンジンが滑走路に接触した。右主脚が胴体から分離し、続いて右翼が分離した。左翼は胴体に付いたままであり、機体はまだ左翼が揚力を発生させるのに十分な速度を持っていたので、機体は右側にロールながら水平方向に右に回転した。機体は炎を上げながら滑走路を滑り続け、滑走路端から1,100m先の滑走路の横の草地に裏返しになって後ろ向きに止まった。右翼は機首から90m離れた誘導路上にあった:2:A2-1,A15-13。
エア・ムーブメント・コントローラー(Air Movement Controller)は、航空機が静止する前に、クラッシュ・アラームを作動させて空港消防隊(Airport Fire Contingent (AFC))を呼び出した。全部で14台のAFC車両が1分以内に現場に到着し、直ちに消火を開始した。胴体の火災は2分以内に制御され、5分以内に抑制された。他の場所の火災は15分以内に完全に鎮火した:46。約200人の乗客が救助隊が現場に到着してから8分以内に救助され、安全な場所に導かれた。残りの乗客は、避難の早い段階で他の乗客または乗組員によって救助されたか、自力で機体から脱出していた:110。香港国際空港の航空管制官の先見性と急速な救助活動のために、事故の死傷者は他の同種の事故に比べて少なかった。機体は激しい衝撃と火災の被害を受けており、倒立した状態になっていた。草地に面している胴体の頭頂部は、その全長にわたって下方に押しつぶされ、前方の頭頂の一部が引き裂かれていた:7。
この事故で乗客3人が犠牲になり、203人が負傷し、50人が重傷を負った。乗客2人は搬送先の病院到着時に死亡し、1人は5日後に死亡した:110。この事故は香港国際空港(チェクラップコク国際空港)でははじめての重大航空事故であった。

## 事故原因

642便の座席表

事故原因は悪天候の中で着陸を強行したことと、突風遭遇時に運航乗務員の操作が不適切であったことにあるとして、パイロットのミスとされた。
事故の原因は航空機がRA（電波高度計）で50フィート (15 m)の高度にあるときに、機長が高い降下率を阻止できなかったことである:106。
高い降下率に寄与する要因は以下である。
1. 機長は減少する対気速度、降下速度の増加、および推力のフライトアイドル（最小定常出力）への減少を組み合わせて評価することができなかった。
2. 機長はタッチダウン前に高い降下率を打ち消すために推力を加えなかった。
3. RA 50フィート以下での推測される風向きや風速の変化が、向かい風成分の一時的な喪失をもたらした可能性がある。スラストレバーが早期に戻されたこと組み合わせて、最大着陸重量をわずかに下回る重量では、タッチダウン直前に指示対気速度で20ノット (37 km/h)の損失が生じた。

なお、事故機となったMD-11には操縦系統が敏感すぎるという指摘があり、事故発生率が1990年代に登場した第4世代ジェット旅客機のなかでは最悪であったとされている。2016年までに総生産200機中10機が全損事故で失われている上に、そのうち着陸時の事故はこの件を含めて6件を占めている。そのため事故原因にMD-11特有の要因もあったといわれている。